# グレシャム (オレゴン州)
グレシャム（英: Gresham, IPA: [ˈɡrɛʃəm]）は、アメリカ合衆国オレゴン州のマルトノマ郡にある都市。ポートランドのすぐ東に位置する。人口は11万4247人（2020年）。市名は、南北戦争の将軍やアメリカ合衆国郵政長官を歴任したウォルター・クウィンティン・グレシャムの名に由来する。

## 歴史
グレシャム市の成立には条件が課せられ、郵便局と郵便番号の認可が必要とされた。同地の商店所有者の一人が店舗を郵便局にし、郵便局認可後は郵政長官ウォルター・クウィンティン・グレシャムに因んだ市名を付けることを申し出た。この時まで、グレシャムはキャンプグラウンドという名で通っていた。これは、同地の森林地帯が、開拓者が立ち寄ってポートランドに到着する前に心を落ち着ける場所だったからである。郵便局は1884年5月に設立されたものの、グレシャムが市として成立するのは1905年である。開拓者の一家に生まれたルイス・シャタックが初代市長に就任した。

## 地理
アメリカ合衆国国勢調査局に調べによれば、グレシャム市の総面積は 57.6 km²（22.2 mi²）で、その内 57.4 km²（22.1 mi²）が陸地、0.2 km²（0.1 mi²; 0.40%）が水地である。

## 行政
グレシャム市の行政は、市支配人制の議会形態の下で行われている。市長と市議会議員は選挙によって選ばれ、市の立法と政策決定に携わる。
議会は、日々の都市経営の責任者となる市支配人を任命する。2008年現在、グレシャム市の市支配人は、20年間の市支配人経験を持つエリク・クヴァルステン（Erik Kvarsten）である。クヴァルステンは2007年8月1日に現職に就任した。
市議会は市長と6人の議員で構成され、任期は全て4年である。選挙は偶数年の11月に行われる。4で割り切れる年（2000年、2004年、2008年など）の選挙では3人の議員が選ばれる。4で割り切れない年（1998年、2002年、2006年など）の選挙では他の3人の議員および市長が選ばれる。

### 市長・市議会議員
- シェイン・ベミス（市長）
- ポール・ウォー＝キング（議長、2005年～）
- マイク・ベネット（2007年～）
- シャーリー・クラディック（2007年～）
- キャロル・ニールセン＝フッド（2007年～）
- リチャード・ストラザン（2007年～）
- デヴィッド・ウィドマーク（2007年～）

## 交通

### 幹線道路
州間高速道路84号西線および国道26号線が市内に通っている。

### 公共交通機関
TriMetが運営するバス交通網、MAXライトレールの他、サンディ・エリア・メトロと呼ばれるシャトルバスが通っておりサンディまで伸びている。

## 文化

### 例年文化行事
- フッド山ジャズフェスティバル

## 教育
グレシャムが区域となる公立学区は、センテニアル公立学区、グレシャム＝バーロウ公立学区、レイノルズ公立学区の3つがある。その他、高等教育機関としてマウントフッド・コミュニティ・カレッジが市内にある。

## 人口動静
以下は2000年国勢調査による人口統計データである。
| - 人口: 90,205人 - 世帯数: 33,327世帯 - 家族数: 22,695家族 - 人口密度: 1,572.4人/km²（4,071.6人/mi²） - 住居数: 35,309軒 - 住居密度: 615.5軒/km²（1,593.8軒/mi²） 人種別人口構成 - 白人: 82.72% - アフリカン・アメリカン: 1.89% - ネイティブ・アメリカン: 0.94% - アジア人: 3.33% - 太平洋諸島系: 0.27% - その他の人種: 7.02% - 混血: 3.82% - ヒスパニック・ラテン系: 11.90% 年齢別人口構成 - 18歳未満: 27.5% - 18-24歳: 11.1% - 25-44歳: 30.3% - 45-64歳: 21.2% - 65歳以上: 9.8% - 年齢の中央値: 32歳 - 性比（女性100人あたり男性の人口） - 総人口: 97.8 - 18歳以上: 94.9 | 世帯と家族（対世帯数） - 18歳未満の子供がいる: 36.2% - 結婚・同居している夫婦: 50.9% - 未婚・離婚・死別女性が世帯主: 12.0% - 非家族世帯: 31.9% - 単身世帯: 24.3% - 65歳以上の老人1人暮らし: 7.8% - 平均構成人数 - 世帯: 2.67人 - 家族: 3.17人 収入と家計 - 収入の中央値 - 世帯: 43,442米ドル - 家族: 51,126米ドル - 性別 - 男性: 37,701米ドル - 女性: 27,744米ドル - 人口1人あたり収入: 19,588米ドル - 貧困線以下 - 対人口: 12.5% - 対家族数: 8.4% - 18歳未満: 17.2% - 65歳以上: 6.7% |

以下のデータは2005-2007 American Community Survey Estimatesによる。
- 83.9% - 白人（71.1% 非ヒスパニック系白人）
- 18.3% - ヒスパニック・ラテン系
- 5.1% - アジア人
- 5.1% - その他の人種
- 4.7% - ネイティブ・アメリカンまたはアラスカ・ネイティブ
- 3.7% - アフリカン・アメリカンまたは黒人
- 0.3% - ネイティブ・ハワイアンまたは太平洋諸島系

## 姉妹都市
グレシャムの姉妹都市は以下の通りである。
- 江別市（日本） - 1977年
- 束草市（大韓民国）
- オウェリ（ナイジェリア）